# Evans City
Evans City es un borough ubicado en el condado de Butler en el estado estadounidense de Pensilvania. En el año 2000 tenía una población de 2,009 habitantes y una densidad poblacional de 956 personas por km².

## Geografía
Evans City se encuentra ubicado en las coordenadas 40°46′10″N 80°3′41″O / 40.76944, -80.06139.

## Demografía
Según la Oficina del Censo en 2000 los ingresos medios por hogar en la localidad eran de $41,128 y los ingresos medios por familia eran $50,469. Los hombres tenían unos ingresos medios de $37,734 frente a los $24,306 para las mujeres. La renta per cápita para la localidad era de $18,931. Alrededor del 6.4% de la población estaba por debajo del umbral de pobreza.